# ヤリイカ
| 項目                                   | 分量（g） |
| -------------------------------------- | --------- |
| 脂肪総量                               | 1         |
| 脂肪酸総量                             | 0.49      |
| 飽和脂肪酸                             | 0.18      |
| 一価不飽和脂肪酸                       | 0.05      |
| 多価不飽和脂肪酸                       | 0.26      |
| 18:2（n-6）リノール酸                  | 0.002     |
| 18:3（n-3）α-リノレン酸                | 0         |
| 20:4（n-6）アラキドン酸                | 0.009     |
| 20:5（n-3）エイコサペンタエン酸（EPA） | 0.003     |
| 22:6（n-3）ドコサヘキサエン酸（DHA）   | 0.17      |

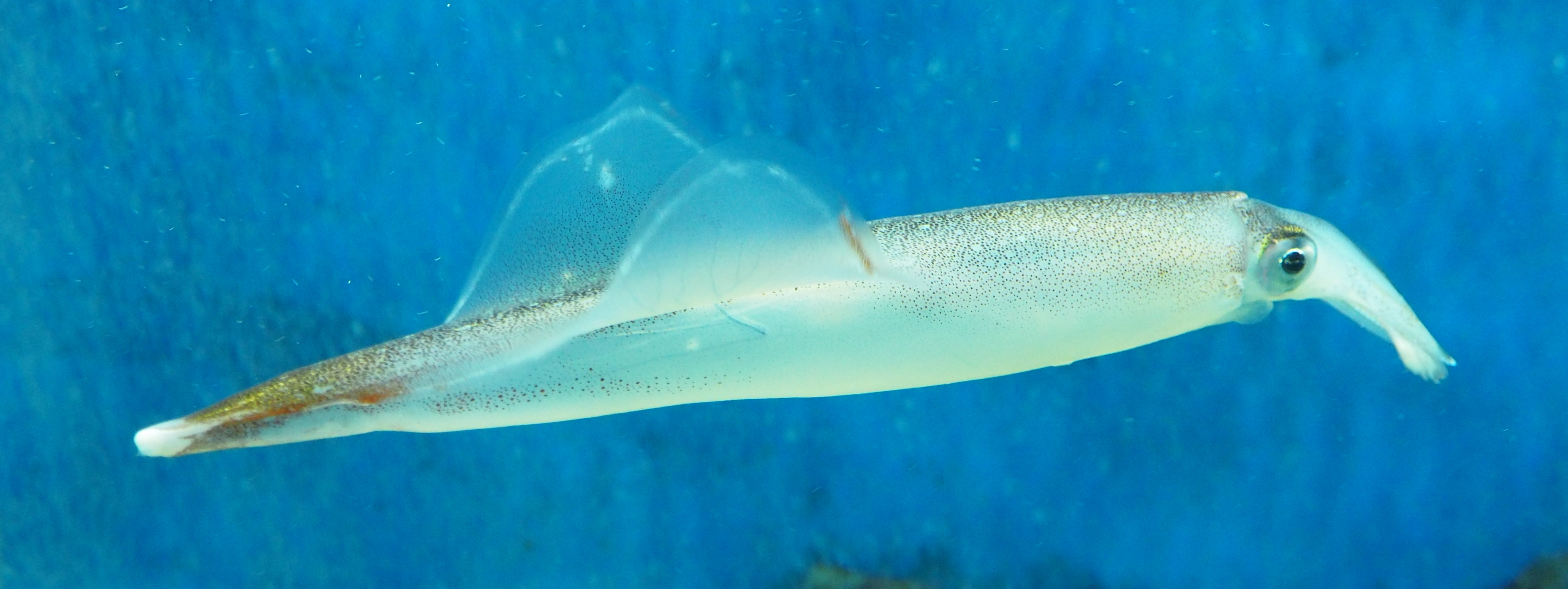
仙台うみの杜水族館の飼育個体

ヤリイカ（槍烏賊、Heterololigo bleekeri）はヤリイカ科に属するイカの一種。ケンサキイカ (Uroteuthis edulis) は別属である。

## 呼称
標準和名「ヤリイカ」は、全体的な姿形が槍の穂に似ていることから、漁師の間でそのように呼ばれたのが始まりとされている。流通名・地方名には、「ササイカ（笹烏賊）」「サヤナガ」「テナシ」「テッポウ」「シャクハチイカ（尺八烏賊）」などがある。
英語でも spear squid （スピアー・スクィッド。「槍イカ」の意）といい、学名記載者の名をとって Bleeker's squid とも呼ばれる。

## 形態と生態
眼が薄い膜で覆われていることを特徴とする閉眼類（閉眼亜目とも称される）に属する。外套長は40cm程度（オスが約30 - 40cm、メスは約20 - 30cm）で、その胴体は細長く円錐形である。通常は透明性の高い体色をしているが、興奮時には茶褐色の色素を強くする。
北海道から九州までの日本列島沿海および、朝鮮半島・九州・中国上海周辺の3地域に囲まれた海域、すなわち黄海全域と東シナ海東部海域に分布する。早春から産卵期に入り、各地の沿岸に集まってくる。よって、春が漁獲期となる。
産卵行動が異なる複数の個体群に分かれる。漁獲量（資源量、生物量）の変動要因として、冬の水温が摂氏7度以下になると孵化率が下がり、資源量は減少する。このため、北太平洋にあるアリューシャン低気圧の勢力が増すと減少し、低気圧の衰退を受けて増加に転じる。

## 人間との関係

### 食文化
日本ではスルメイカより格上の扱いを受け刺身や寿司だねとして生食に多く使われ、また、一夜干し、直火焼き、煮付け、塩辛でも食される。
スルメはケンサキイカとともに最高の等級とされ、「一番するめ」の名で呼ばれ、「竹葉」「笹するめ」などの雅名を持つ。中でも五島列島産の物を五島の一番するめと呼び最高級品として珍重される。

### モデル生物
非常に太い神経線維（無髄の巨大軸索）と、巨大なシナプスを具えているため、生物学では神経生理のモデル生物として用いられる。

### 人工飼育
前述の通り実験素材として優れていたが、イカ類は臆病で神経質な種が多いため飼育が非常に難しく、ノーベル賞受賞者のコンラート・ローレンツも「人工飼育が不可能な動物」としてヤリイカを挙げていたほどである。
しかし1975年、電子技術総合研究所の松本元がこれに成功した。脳科学者である彼は生物の飼育は専門外だったが、神経・情報伝達研究のため、3年がかりで達成した。
これを知ったローレンツはただちに現地に赴き、一週間に及ぶ慎重な検証を重ねた結果、率直にこれを認めた。このとき彼は、開発された飼育技術に対し、「全ての水産生物の未来を変える」とまで評価している。
ポイントは、円形水槽の回転水流で泳がせ続けることと、アンモニア除去の徹底（検出下限未満まで）で、特にアンモニアは循環濾過フィルター内にアンモニアを酸化する細菌（亜硝酸菌）と、それを還元する細菌（嫌気呼吸菌、脱窒菌）の繁殖・保持により達成された。これは現在の海水魚飼育で、基本的な技術となっている。

### 釣り
漁業者以外でも、釣りを楽しめる。岸壁から釣るには、海底に産卵に際して成熟した成体が接岸する冬から春が絶好のシーズンである。エギ（疑似餌の一種）で手軽に、またはエサ巻エギと呼ばれる独特のイカ針に魚の身やトリのササミなどを取り付けてのウキ釣りが人気がある。